# Mastus olivaceus
Mastus olivaceus is een slakkensoort uit de familie van de Enidae. De wetenschappelijke naam van de soort is voor het eerst geldig gepubliceerd in 1846 door L. Pfeiffer.